# Gmina zbiorowa Himmelpforten
Gmina zbiorowa Himmelpforten (niem. Samtgemeinde Himmelpforten) – dawna gmina zbiorowa położona w niemieckim kraju związkowym Dolna Saksonia, w powiecie Stade. Siedziba administracji gminy zbiorowej znajdowała się w miejscowości Himmelpforten.

## Podział administracyjny
Do gminy zbiorowej Himmelpforten należało pięć gmin:
1. Düdenbüttel
2. Engelschoff
3. Großenwörden
4. Hammah
5. Himmelpforten

## Historia
1 stycznia 2014 gmina zbiorowa połączyła się z gminą zbiorową Oldendorf tworząc nowa gminę zbiorową Oldendorf-Himmelpforten.